# Serra Parima
Die Serra Parima (port.) auch Sierra Parima (span.) ist ein bis über 1600 Meter hoher und etwa 320 Kilometer langer in Nord-Süd-Richtung verlaufender Gebirgszug des Guyana-Schildes in Südamerika.
Die Serra Parima liegt im westlichen Teil des Guyana-Schildes im Grenzgebiet von Brasilien (Bundesstaat Roraima) und Venezuela (Bundesstaat Amazonas). Im Südwesten wird sie durch die Sierra de Curupira fortgesetzt und im Nordosten schließt sich die Sierra de Pacaraima an. Die Serra Parima bildet die Wasserscheide zwischen den Einzugsgebieten des Amazonas und des Orinoco. Auf ihrer Westseite liegt auch die Quelle des Orinoco selbst, der die gesamte Westseite entwässert. Alle Flüsse auf der Ostseite entwässern in den Rio Branco, dessen Wasser über den Rio Negro den Amazonas erreicht.
Die höchsten Erhebungen des Gebirges liegen im nördlichsten Abschnitt (Cerro Caransaca 1605 m, Cerro Mashiati 1563 m, Cerro Murachi 1463 m, Cerro Ijani 1364 m). Der Cerro Delgado Chalbaud am südlichen Ende der Serra Parima ist nicht wegen seiner Höhe von 1047 m bemerkenswert, sondern als Quellgebiet des Orinoco.
Die Serra Parima ist ein sehr altes Gebirgsmassiv, das aus metamorphen Gesteinen (Gneis und Schiefer) sowie aus Graniten des Präkambriums besteht, durch Erosion abgeflacht sind.
Die Vegetation ist reich und üppig. Die Region hat eine ähnliche Tierwelt wie der Norden Brasiliens, darunter Pumas, Tapire, Ameisenbären, Gürteltiere, zahlreiche Affenarten, Vögel und Reptilien.
Klimatisch gehört die Serra Parima nach Huber et al. innerhalb der Klimaklassifikation nach W. Köppen zum „Regenwaldklima trotz Trockenzeit“ Am.
Die Serra Parima gilt als eines der am wenigsten erforschten Gebiete Südamerikas und gehört zu den Siedlungsgebieten der Yanomami. Der Franzose Alain Gheerbrant (1920–2013) unternahm zwischen 1949 und 1950 mit Pierre Gaisseau und Ye’kuana-Führern eine 330-tägige Expedition quer durch die Sierra Parima, dem Gebiet der Orinoko-Parima-Kulturen. Seine Veröffentlichungen über diese Expedition waren wenig wissenschaftlich.